# Molly Tuttle
Molly Rose Tuttle (Santa Clara, 14 gennaio 1993) è una cantautrice statunitense. Nel 2017 è stata la prima donna a vincere il premio Guitar Player of the Year dell'International Bluegrass Music Association. Nel 2018 ha vinto nuovamente il premio, oltre ad essere stata nominata strumentista dell'anno dall'Americana Music Association. Ai 65° Grammy Awards ha ricevuto una candidatura come miglior artista esordiente e ha vinto nella categoria miglior album bluegrass.

## Discografia

### Album in studio
- 2019 - When You're Ready
- 2021 - But I'd Rather Be With You
- 2022 - Crooked Tree
- 2025 - So Long Little Miss Sunshine

## Riconoscimenti
- Grammy Awards
  - 2023 - Candidatura come Miglior artista esordiente
  - 2023 - Miglior album bluegrass per "Crooked Tree"